# Abraham Dudok van Heel (1871-1936)
Abraham (Bram) Dudok van Heel (Amsterdam, 12 februari 1871 - Den Haag, 6 maart 1936) was een Nederlands majoor titulair der infanterie van het Nederlandse leger, gedetacheerd bij het Indische leger. Hij was benoemd tot ridder in de Militaire Willems-Orde en was later directeur van de stoomzeepfabriek T.P. Viruly en Co.

## Familie
Hij was een telg uit het geslacht Van Heel en een zoon van Jean Joseph Marie Dudok van Heel (1843-1929) en Maria Catharina Wesseling (1843-1925). Hij trouwde in 1905 met Mary Elizabeth Wilbrenninck (1876-1960) met wie hij drie kinderen kreeg.

## Loopbaan in Nederlands Indië
Dudok van Heel volgde de Koninklijke Militaire Academie, werd in juli 1892 benoemd tot tweede luitenant en ingedeeld bij het zevende regiment infanterie, eerste bataljon te Hoorn. Op 12 augustus werd hij in het front van de drie te Den Haag in garnizoen zijnde bataljons van dat korps door de kolonel-commandant van het regiment beëdigd en in zijn nieuwe rang in functie gesteld. In april 1894 werd hij overgeplaatst naar Amsterdam en in oktober van dat jaar werd hij voor de duur van vijf jaar gedetacheerd bij het Indische leger. Dudok van Heel werd nu als medebegeleider ingedeeld bij het detachement suppletietroepen dat op 20 oktober van het Koloniaal Werfdepot naar Batavia vertrok.

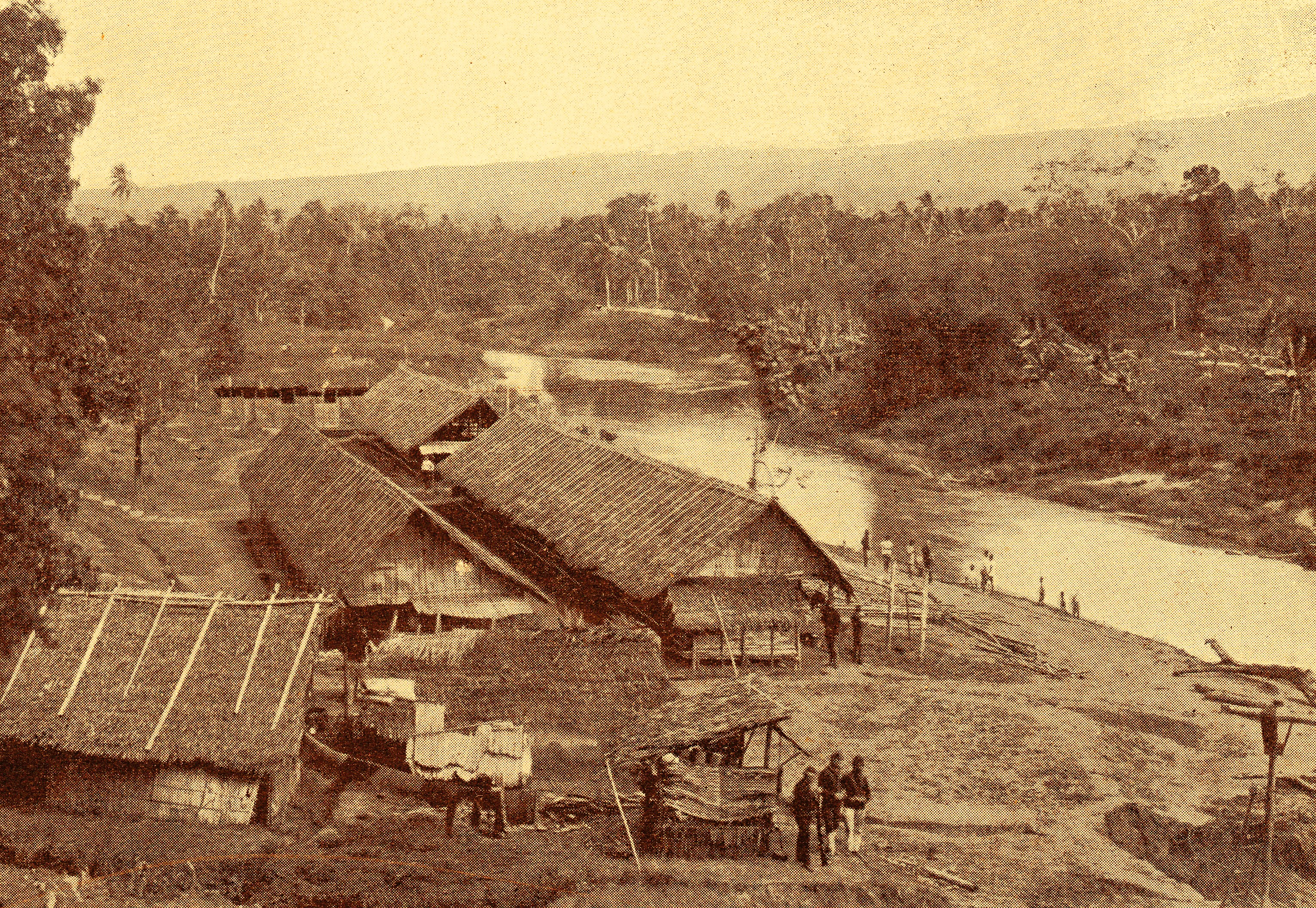
Bivak tijdens de Pedir-expeditie

In Indië werd Dudok van Heel geplaatst bij het tiende bataljon en in september 1895 overgeplaatst bij het veertiende bataljon te Atjeh en Onderhorigheden, waarheen hij per stoomschip Japara vertrok. Hij nam te Atjeh deel aan diverse krijgsverrichtingen. In april 1896 maakte hij deel uit van de compagnie van kapitein Collot d'Escury (met de luitenants Wolff en Berenschot), die de bezetting vormde van de post Lamkoenjit en aldaar luitenant K.H.J. Creutz Lechleitner afloste. Tijdens de aanval op de versterking Kota Aron, bij Segli op 5 december 1896, raakte hij gewond.

## Bij het leger in Nederland

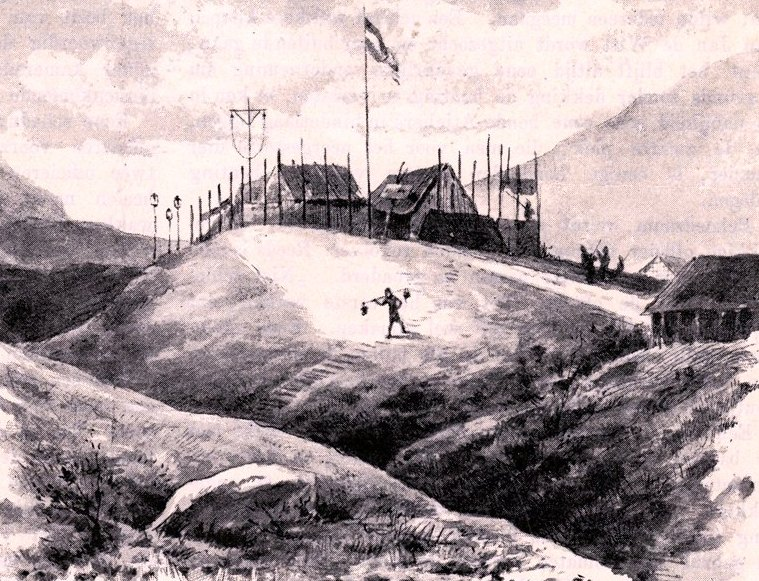
Benting te Atjeh

Dudok van Heel werd in oktober 1902 werkzaam bij de grenadiers en jagers en gedetacheerd bij de hogere krijgsschool, na eerst een toelatingsexamen te hebben gedaan. In maart 1904 werd hij overgeplaatst bij het tweede regiment huzaren, waarna hij in september van dat jaar terugkeerde van zijn detachering bij de Hogere Krijgsschool. Per 20 juli 1905 werd Dudok van Heel gedetacheerd in de legerplaats bij Harskamp en in 1906 gaf hij het boekje Tactische handleiding ten behoeve van dienstdoende luitenants uit bij uitgeverij Het Gemeenschappelijk Belang. Dudok van Heel zei dat hij zijn boekje beschouwde als een proeve van een beknopte uitgave van het Leerboek der Tactiek van de hand van luitenant-kolonel van de generale staf W. Hoogenboom.

## Latere loopbaan
Dudok van Heel werd in mei 1908 bevorderd tot kapitein bij het tweede regiment grenadiers en jagers en kwam te Venlo in garnizoen. In maart 1909 werd hij overgeplaatst bij het zesde regiment infanterie te Breda, later bij de derde compagnie wielrijders, en bij beschikking van de Minister van Oorlog, met ingang van 16 september 1912, tewerk gesteld bij de Koninklijke Militaire Academie en in verband daarmee overgeplaatst bij de staf der infanterie. Dudok van Heel was vervolgens nog werkzaam als commandant van het wielrijdersdepot te Gouda en verliet in augustus 1916, om gezondheidsredenen, de militaire dienst met de rang van majoor titulair. De problemen met zijn gezondheid waren ontstaan doordat hij kort daarvoor (20 augustus 1915) een ernstig auto-ongeluk had gekregen, waarbij hij beide benen brak. Hij werd vervolgens benoemd tot directeur van de stoomzeepfabriek T.P. Viruly en Co en was president-commissaris van de Technische Handelsmaatschappij Hollinda. Dudok van Heel overleed in maart 1936 op 65-jarige leeftijd en werd begraven op Westerveld.